# マラウイにおけるイスラーム
本稿では、マラウイにおけるイスラームについて述べる。
マラウイにおいて、イスラム教はキリスト教に次いで第二位の規模を持つ宗教である。なお、マラウイにおけるイスラム教徒はほぼ全てがスンニ派に属している。CIAが毎年発行しているザ・ワールド・ファクトブックによれば、マラウイの総人口のうち12.8%がイスラム教徒である。近年、イスラム教徒による布教活動が盛んに実施されているが、そのうちの大部分はアンゴラに本部を置くen:African Muslim Agencyによって行われている。また、African Muslim Agencyのスポンサーとして知られるクウェートは、クルアーンをマラウイの公用語の1つであるチェワ語（チニャンジャ語）へ翻訳するなどの布教活動を行っている。
なお、マラウイの全主要都市にはモスクが置かれているほか、国内には何校かのイスラム学校も設立されている。

## 脚注

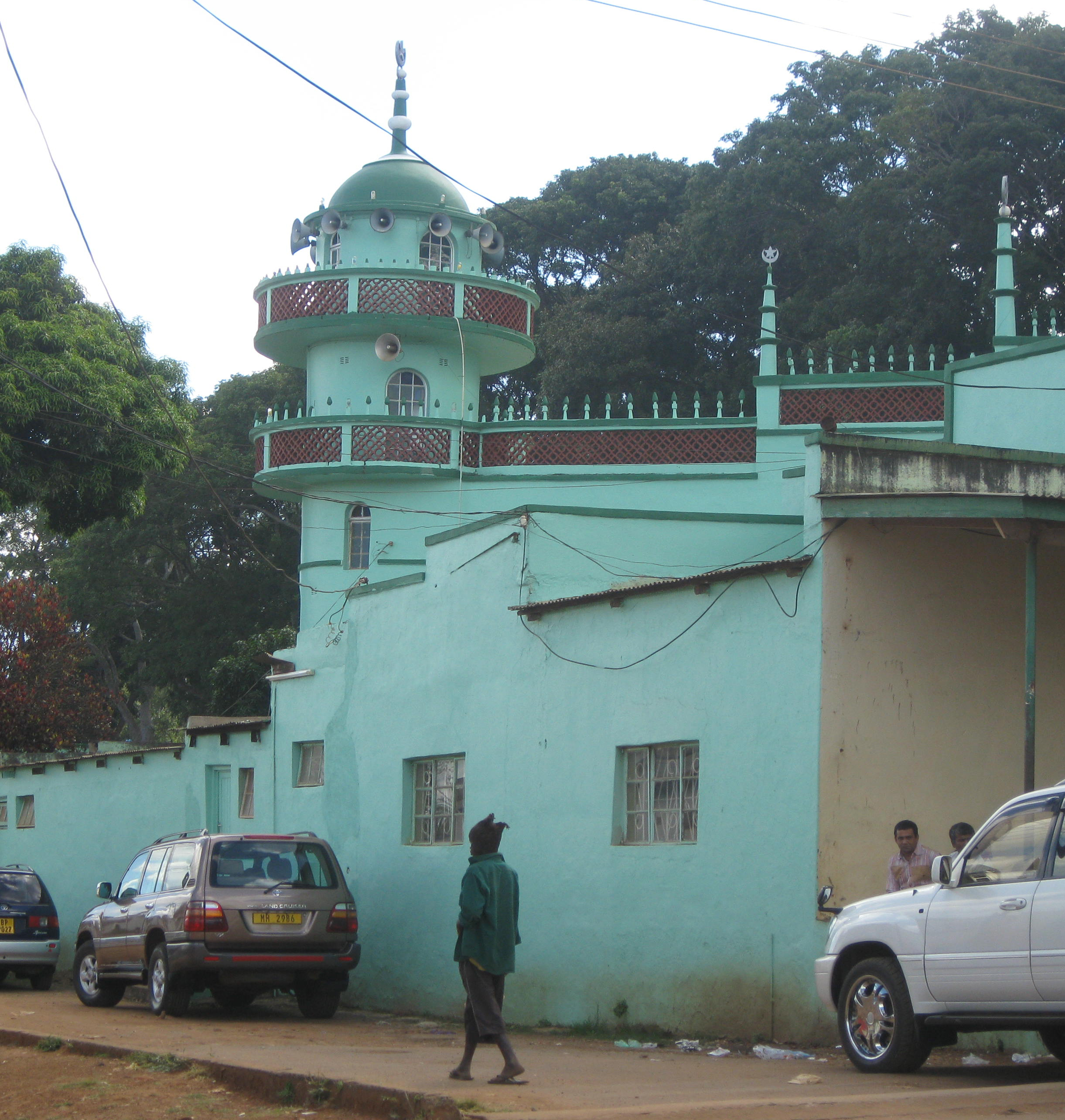
マラウイ南部州の主要都市、ゾンバのモスク